# Lake San Marcos
'Lake San Marcos est une census-designated place dans le comté de San Diego en Californie. Elle est adjacente à la ville de San Marcos. La population était de 4 437 habitants en 2010.